# Дюкло, Антуан-Жан
Антуан-Жан Дюкло (фр. Antoine-Jean Duclos; 1742, Париж — 30 октября 1795, Париж) французский рисовальщик и гравёр периода неоклассицизма.

## Биография
Дюкло родился в Париже, был учеником Жана-Батиста-Мишеля Дюпреля и Огюстена де Сент-Обена, чьи рисунки он воспроизводил в офортах. Впоследствии он стал одним из самых талантливых художников-гравёров своего поколения, создав многочисленные иллюстрации небольшого формата, которые были в большой моде во второй половине XVIII века. Он сотрудничал с другими гравёрами, рисовальщиками и живописцами, такими как Франсуа Буше, Шарль-Николя Кошен, Жан-Мишель Моро, Шарль Эйзен, Юбер Франсуа Гравело, Шарль Монне и Клеман-Пьер Марилье.
Он также создавал гравюры больших размеров, работая на пластинах размером 18,1 × 13,49 см и даже больше, например, «Бальный зал» по рисунку Сент-Обена (1773—1774). Антуан-Жан Дюкло гравировал иллюстрации многих произведений классических и современных авторов, таких как Жан Расин, Вольтер, Жан-Жак Руссо, Бартелеми Имбер, Жан-Франсуа Мармонтель, а также составлял тематические альбомы, такие как «Путешествие в Сибирь» (Debure père, 1761), «Памятник костюму» (1777—1783) или мифологический альманах (Белен, 1791). Он участвовал в издании Сочинений Мольера в 6-ти томах (Париж, 1773—1778) с гравюрами по рисункам Жана-Мишеля Моро. Под руководством Базана и Ле Мира он принял участие в издании ин-кварто «Метаморфоз» Овидия в 4-х томах (Деспийи и Писсо, 1767—1771), иллюстрированное лучшими гравёрами того времени.
В первые годы Революции Дюкло принимал участие в создании нескольких крупных серий тематических гравюр, таких как «Казнь Людовика XVI», представленная Исидором Станиславом Гельманом Конвенту в 1794 году.

## Галерея

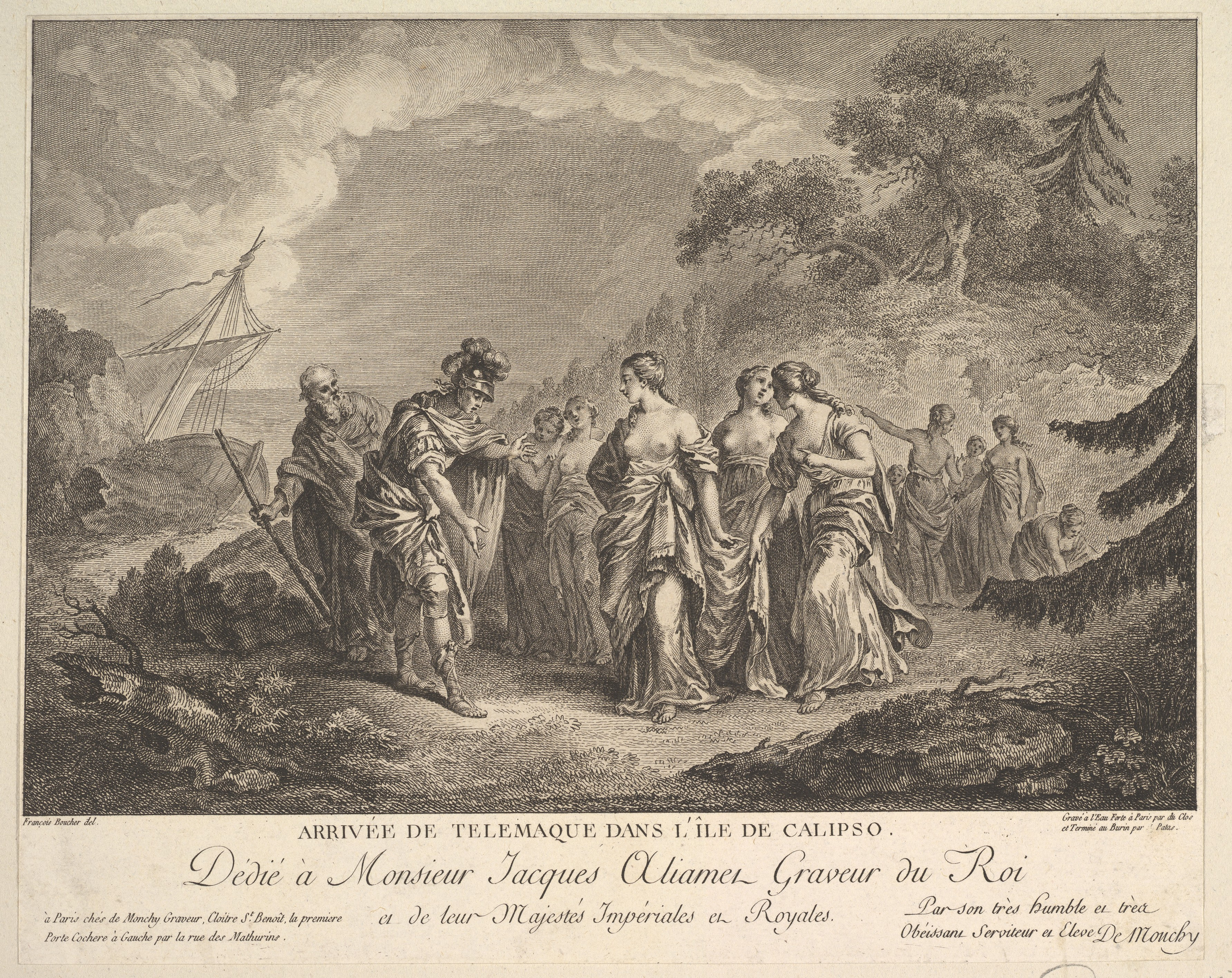
Прибытие Телемака на остров Калипсо. По оригиналу Ф. Буше. Офорт, резец
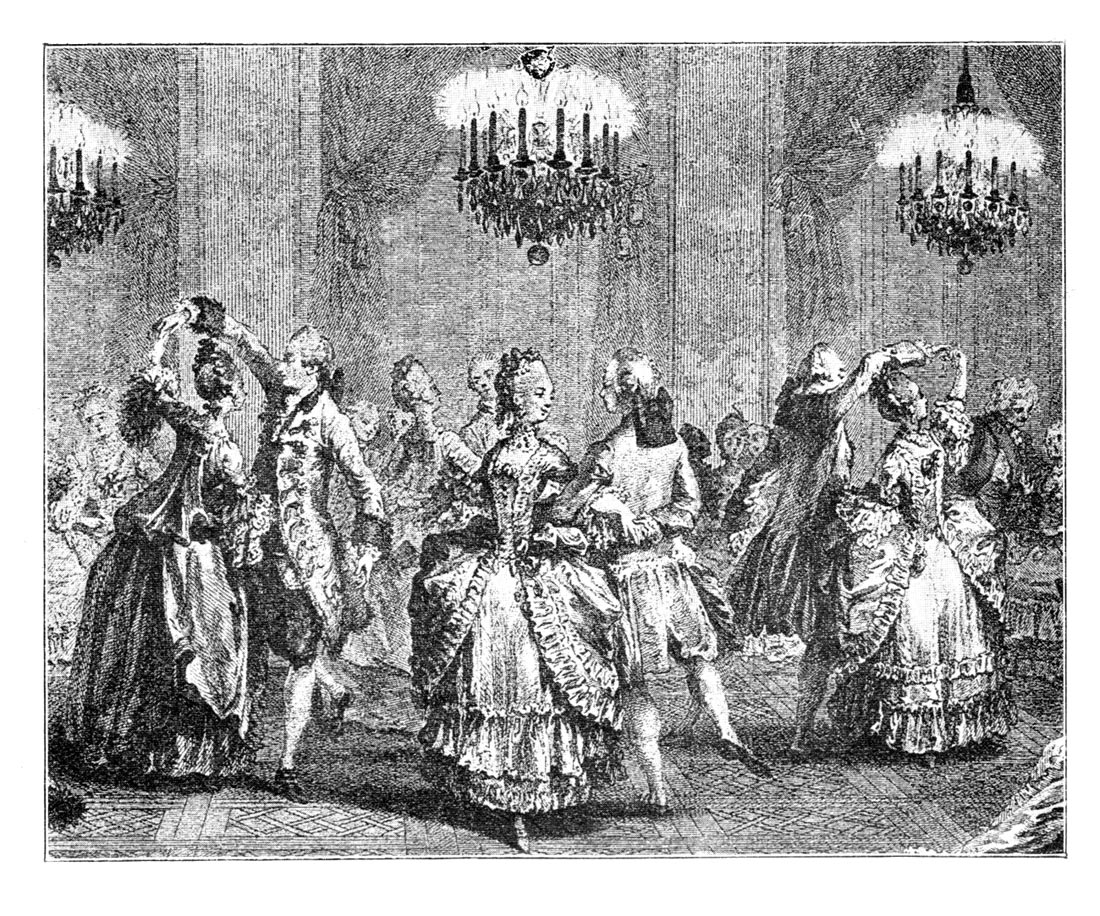
Бальный зал. По рисунку Огюстена де Сент-Обена. Между 1773 и 1774. Офорт
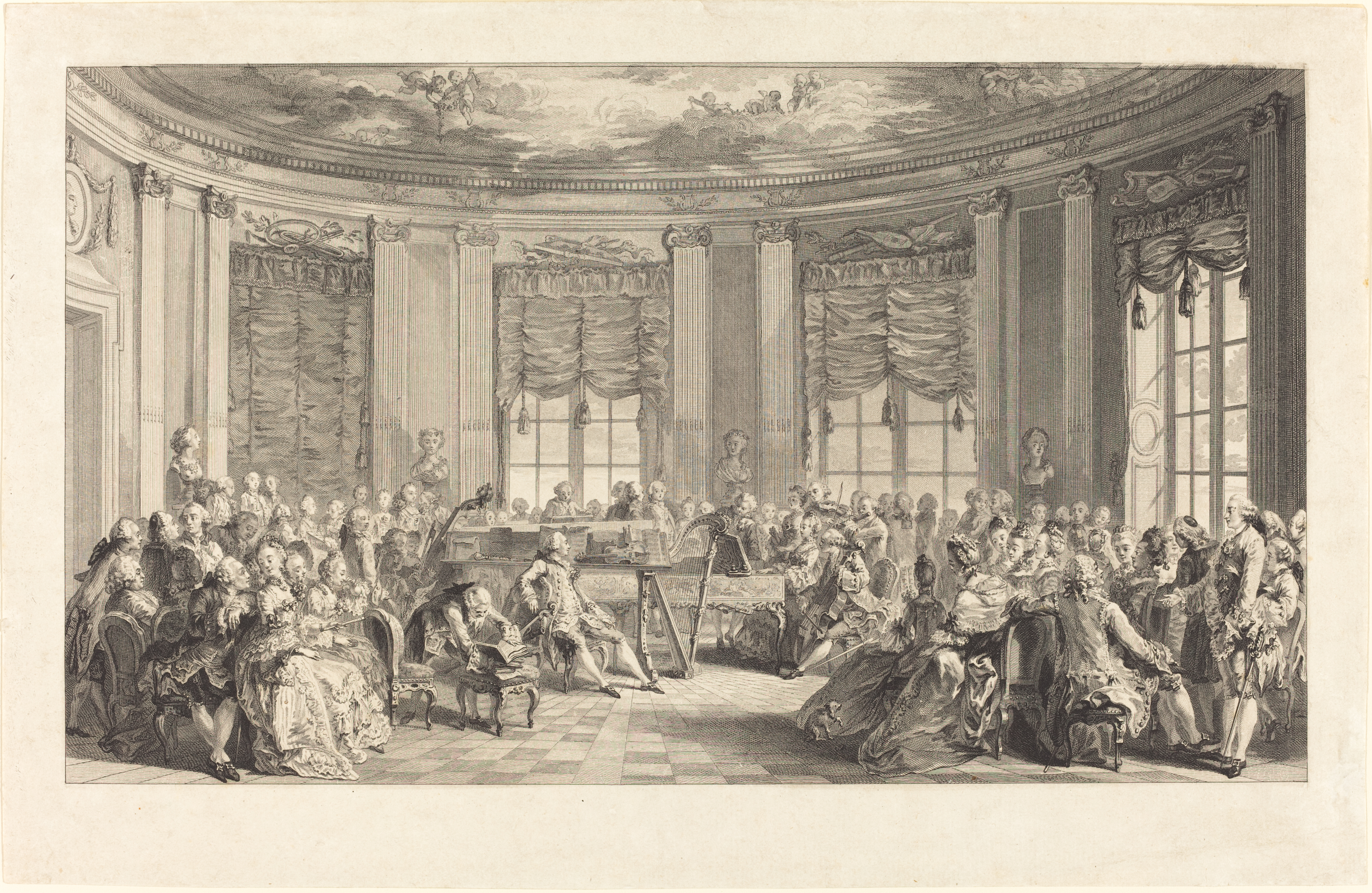
Концерт.  По рисунку Огюстена де Сент-Обена. 1774. Офорт, резец
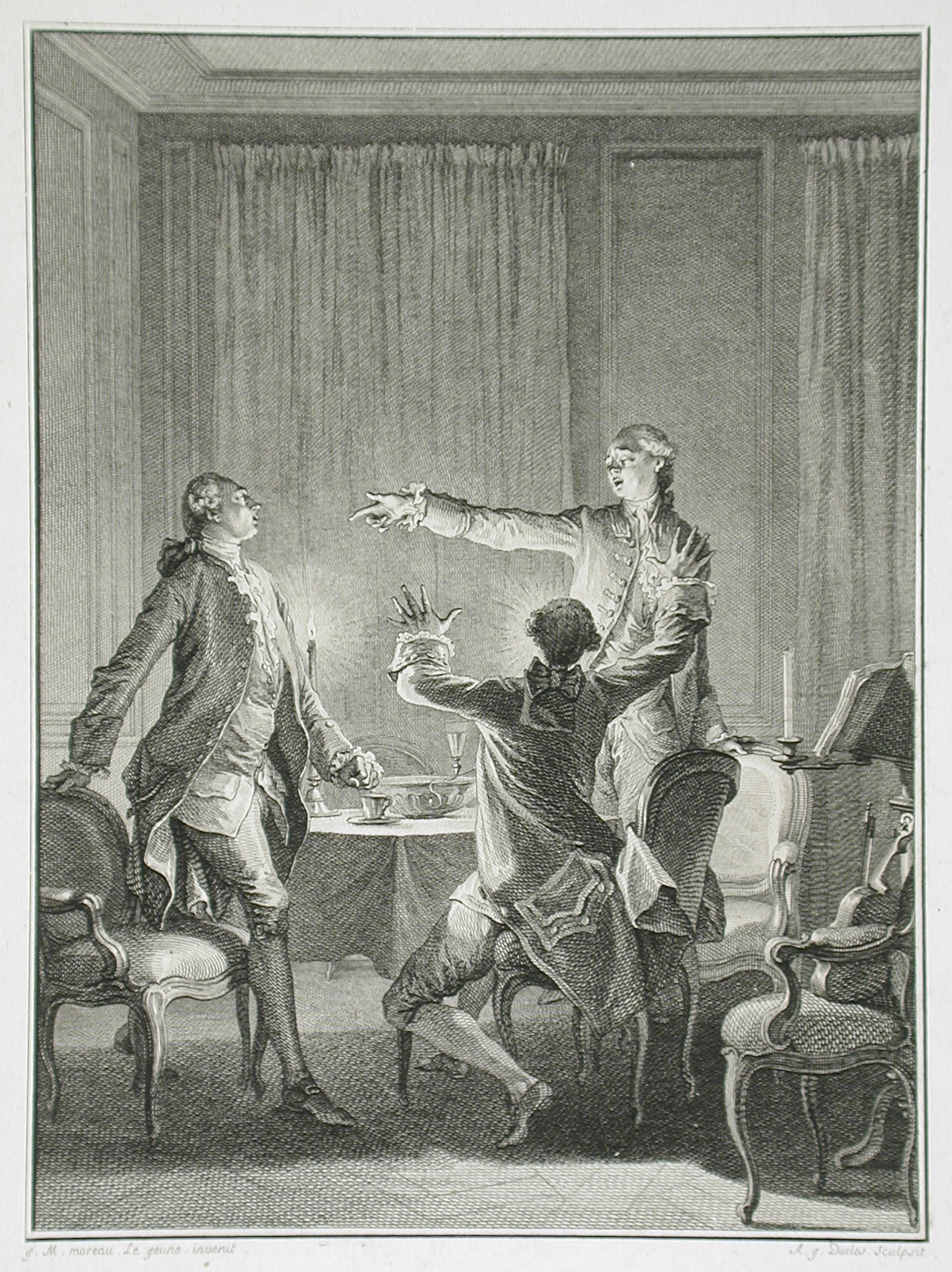
Ссора. Иллюстрация издания полного собрания сочинений Руссо. 1774–1783. Офорт
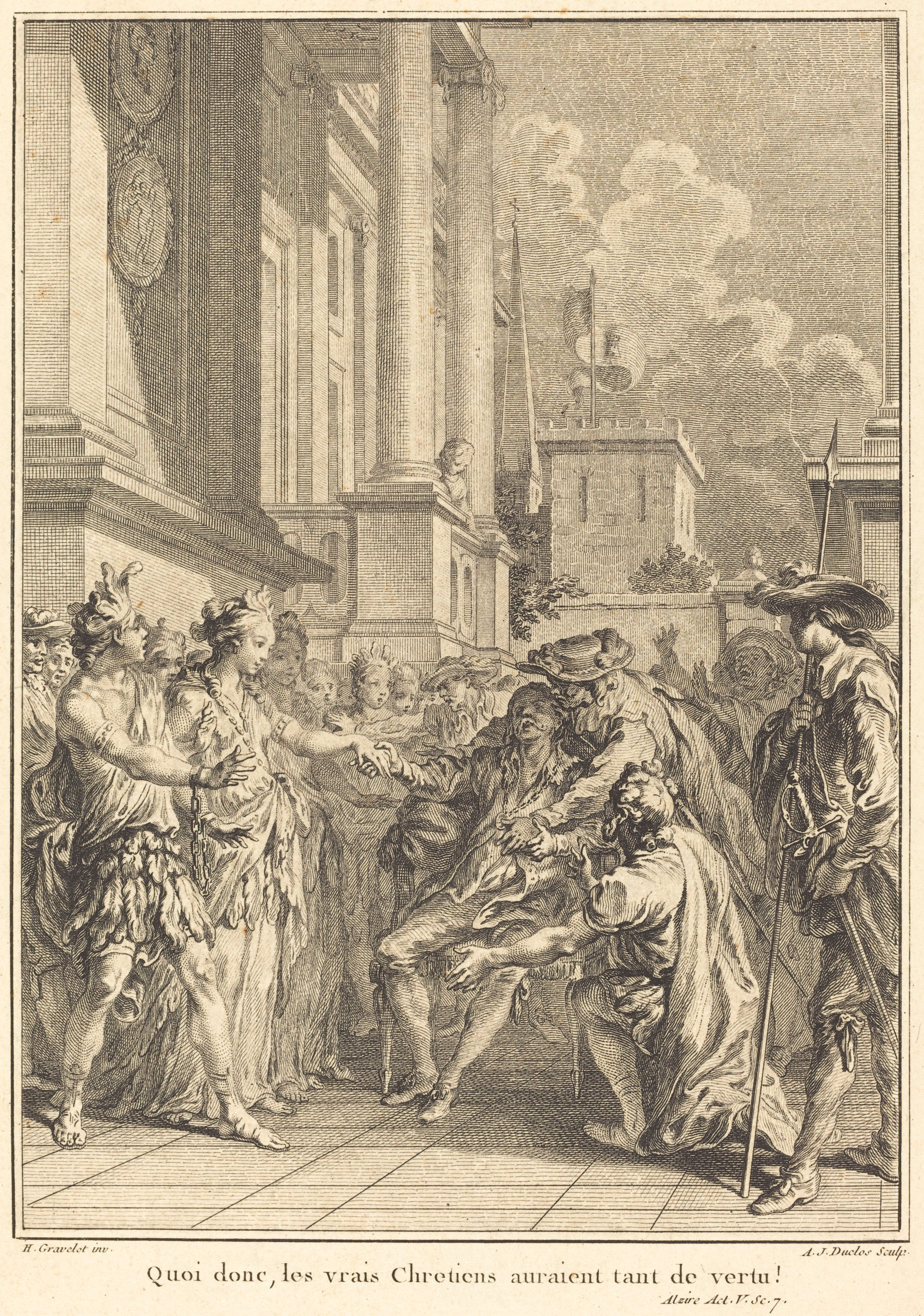
Что ж, истинные христиане должны обладать такой добродетелью! По рисунку Гравло, Юбер-Франсуа Ю.-Ф. Гравло. Офорт, резец
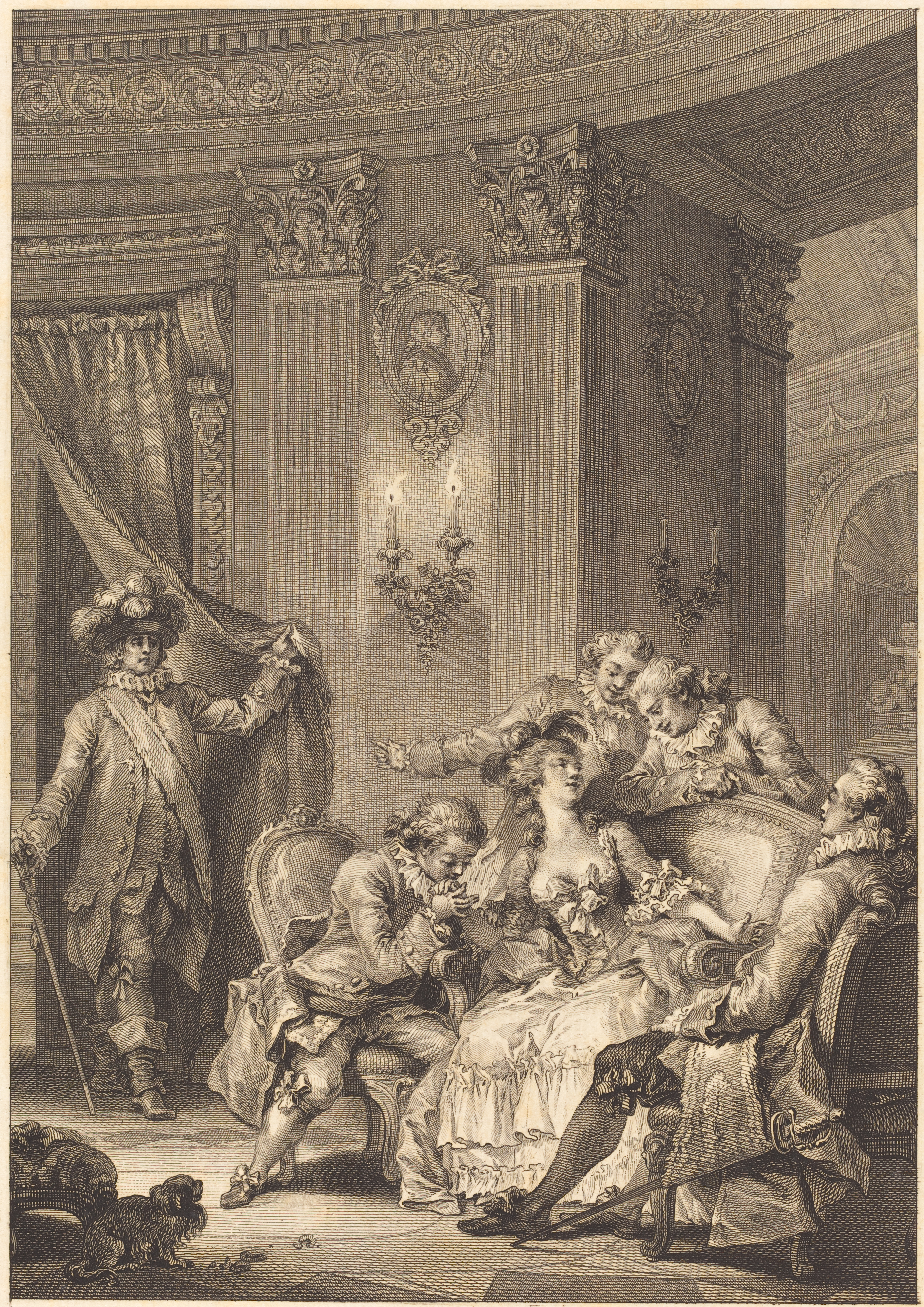
«Муж-исповедник». Иллюстрация к «Басням» Лафонтена. По картине Жана Оноре Фрагонара. Офорт, резец
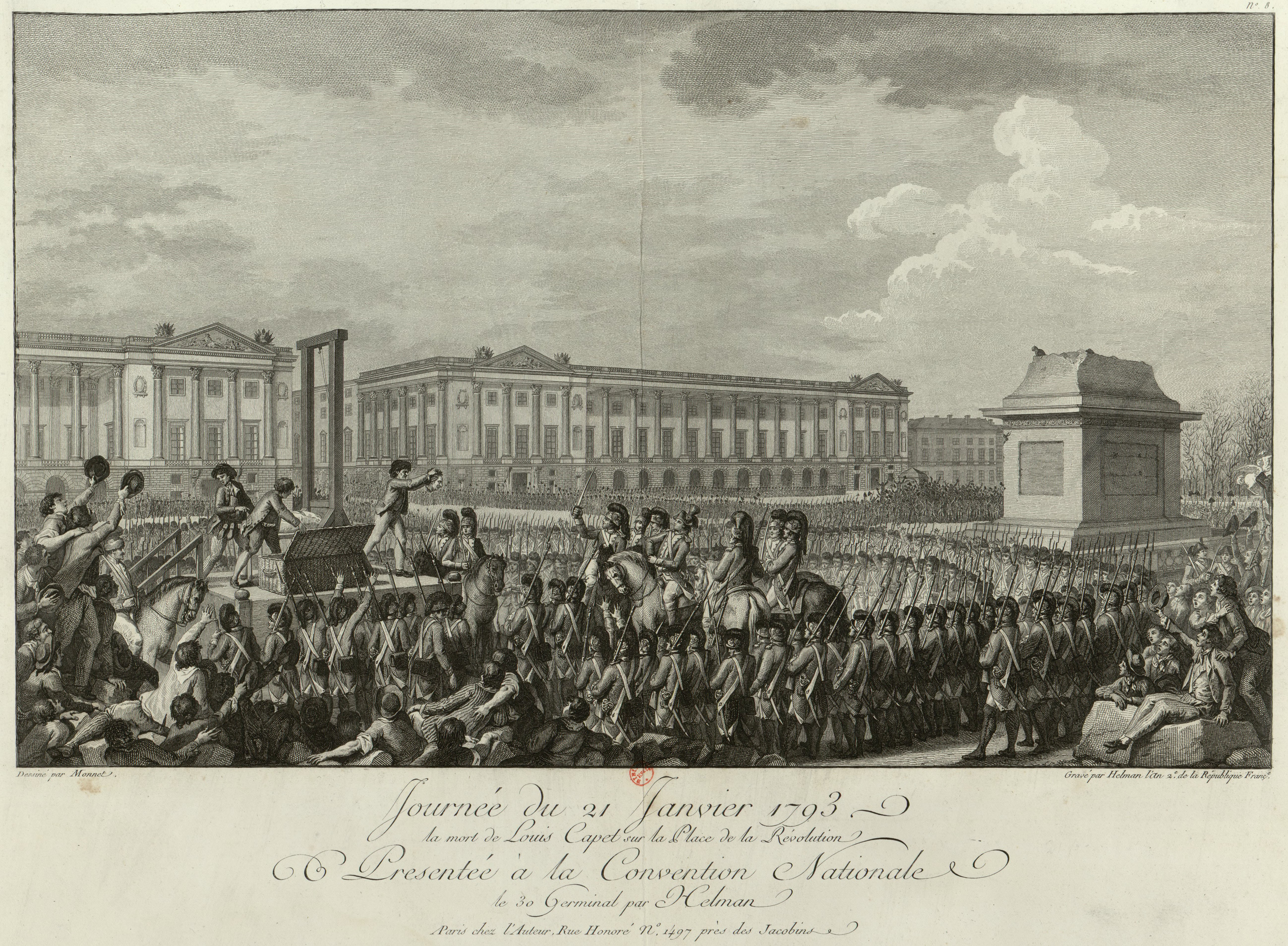
Казнь Людовика XVI. Офорт С. И. Хельмана и А.-Ж. Дюкло по рисунку Шарля Монне. Национальная библиотека Франции, Париж